# Caridina temasek
Caridina temasek е вид десетоного от семейство Atyidae. Видът не е застрашен от изчезване.

## Разпространение
Разпространен е в Индонезия (Калимантан), Малайзия (Западна Малайзия и Саравак) и Сингапур.